# Germainville
Germainville település Franciaországban, Eure-et-Loir megyében. Lakosainak száma 345 fő (2022. január 1.). Germainville Serville és Cherisy községekkel határos.

## Népesség
A település népességének változása:
| Lakosok száma | 162  | 235  | 258  | 286  | 295  | 279  | 290  | 313  | 325  | 345  |
|               | 1968 | 1982 | 1990 | 2006 | 2013 | 2015 | 2017 | 2019 | 2020 | 2022 |